# Commelina pallida
Commelina pallida är en himmelsblomsväxtart som beskrevs av Carl Ludwig von Willdenow. Commelina pallida ingår i släktet himmelsblommor, och familjen himmelsblomsväxter. Inga underarter finns listade.